# Thẩm Khánh Chi
Thẩm Khánh Chi, tự Hoằng Tiên, người Vũ Khang, Ngô Hưng, là danh tướng nhà Lưu Tống thời Nam Bắc triều trong lịch sử Trung Quốc.

## Thiếu thời
Thẩm Khánh Chi từ nhỏ đã có chí lớn, lại có sức mạnh. Cuối thời Đông Tấn, triều chính hủ bại, thuế khóa - lao dịch ở khu vực Chiết Đông hà khắc nặng nề, năm Long An thứ 3 (399), cháu giáo chủ Tôn Thái của Ngũ Đấu Mễ đạo là Tôn Ân kêu gọi khởi nghĩa, rồi phái quân tấn công Vũ Khang. Thẩm Khánh Chi mới ngoài đôi mươi, theo người làng đi giao chiến với nghĩa quân, nhờ dũng mãnh mà nổi danh.
Sau khi khởi nghĩa bị trấn áp, trăm họ trong hương ấp chuyển đi khắp nơi, Thẩm Khánh Chi cày ruộng tự lập, đến năm 30 tuổi vẫn chưa ra làm quan. Anh trai ông là Thẩm Sưởng Chi làm Chinh lỗ tham quân, Giám Nam Dương quận cho Triệu Luân Chi. Một lần Thẩm Khánh Chi đến thăm anh, may mắn gặp được Triệu Luân Chi, rất được Triệu Luân Chi xem trọng. Khi ấy con trai của ông ta là Triệu Bá Phù làm Cánh Lăng thái thú, Triệu Luân Chi bèn để Triệu Bá Phù nhận Thẩm Khánh Chi làm Ninh viễn trung binh tham quân. Bấy giờ người Man thường đến xâm phạm, đánh cướp trong quận Cánh Lăng, Thẩm Khánh Chi bèn bày mưu vạch kế cho Triệu Bá Phù, mỗi lần tác chiến đều thu được thắng lợi. Còn khi Triệu Bá Phù đi đánh người Man ở Tây Lăng, không có Thẩm Khánh Chi đi cùng, đành vô công mà về.

## Sự nghiệp

### Thời Văn Đế

#### 10 năm giữ cửa cung
Năm Vĩnh Sơ thứ 2 (421), Thẩm Khánh Chi được nhiệm mệnh làm Điện trung viên ngoại tướng quân. Năm Nguyên Gia thứ 7 (430) nhà Lưu Tống, ông cùng Triệu Bá Phù theo Đáo Ngạn Chi đi đánh Bắc Ngụy. Giữa đường, Triệu Bá Phù mắc bệnh trở về, Thẩm Khánh Chi theo Đàn Đạo Tế tiếp tục bắc phạt. Sau khi hồi sư, Đàn Đạo Tế nói với Lưu Tống Văn Đế rằng Thẩm Khánh Chi trung thành cẩn thận, lại hiểu việc binh, Văn Đế vì vậy để ông lĩnh đội phòng vệ cửa Đông Dịch, ít có cơ hội được tiến dẫn, chỉ quanh quẩn ở cấm tỉnh . Về sau ông ra đóng quân ở Tân Thành, Tiền Đường, sau khi về kinh, lĩnh chức Hoài Lăng thái thú.
Lĩnh quân tướng quân Lưu Trạm biết tài của Thẩm Khánh Chi, muốn lôi kéo, bèn nói với ông: "Khanh ở tỉnh đã lâu, giờ mới được cất nhắc!" Thẩm Khánh Chi nghiêm sắc mặt nói: "Hạ quan ở tỉnh 10 năm, tự được chuyển đi, không dám quá dựa dẫm vào sự cất nhắc này!" Không lâu, ông được chuyển sang làm Chánh viên tướng quân.
Tháng 10 năm Nguyên Gia thứ 17 (440), Văn Đế muốn bắt Lưu Trạm. Ngay hôm ấy, Văn Đế triệu Thẩm Khánh Chi, Thẩm Khánh Chi mặc giáp trụ đến gặp, Văn Đế trông thấy kinh hãi, hỏi: "Khanh muốn gì mà ăn mặc như thế này?" Thẩm Khánh Chi đáp rằng: "Nửa đêm gọi đến, không kịp thay đổi." Văn Đế rất hài lòng, phái ông đi bắt Ngô quận thái thú Lưu Bân chém đầu. Sau đó ông lại dời sang làm Hậu quân hành tham quân, viên ngoại tán kị thị lang cho Thủy Hưng vương Lưu Tuấn (刘浚).

#### Bình Man ở Miện Thủy
Tháng 12 năm Nguyên Gia thứ 19 (442), Ung Châu  thứ sử nhà Lưu Tống là Lưu Đạo Sản mất. Lưu Đạo Sản khéo trị lý, dân chúng an cư lạc nghiệp, khắp nơi được mùa, người Man rời khỏi núi sâu, dựng nên thôn xóm ở ven bờ Miện Thủy , số hộ khẩu rất lớn. Vì người kế nhiệm không tốt, chẳng lâu sau, người Man họp nhau phản Tống, Chinh tây tư mã Chu Tu Chi soái quân trấn áp, nhưng giao chiến thất lợi. Triều đình lấy Thẩm Khánh Chi làm Kiến uy tướng quân, giúp Chu Tu Chi. Chu Tu Chi vì thua trận bị hạ ngục, Thẩm Khánh Chi nắm quyền chinh thảo, bắt giết hơn vạn người. Ông dời sang làm Bắc trung lang trung binh tham quân cho Quảng Lăng vương Lưu Đản, lĩnh chức Nam Đông Bình thái thú, lại làm Phủ quân trung binh tham quân cho Vũ Lăng vương Lưu Tuấn (刘骏).
Năm Nguyên Gia thứ 22 (445), người Man ở ven bờ Miện Thủy nhiều năm tụ tập phản Tống, khiến cho giao thông thủy lục bị ngăn trở. Tháng 7, Vũ Lăng vương Lưu Tuấn làm Ung Châu thứ sử, đến Tương Dương nhậm chức, bèn phái Thẩm Khánh Chi soái quân bất ngờ tấn công, đại phá quân địch, hàng phục 2 vạn người. Sau khi Lưu Tuấn đến Tương Dương, người Man cắt đứt dịch đạo, muốn đánh Tùy quận , Tùy quận thái thú Liễu Nguyên Cảnh soái quân tự chiêu mộ tiến hành chống trả, lại phá được địch, bắt hơn 7 vạn người. Khi ấy người Man ở Vân Sơn  là mạnh nhất, Thẩm Khánh Chi soái quân tấn công, bắt được hơn 3 vạn người, dời hơn 1 vạn người đến Kiến Khang. Ông lại làm Bắc trung lang trung binh tham quân cho Quảng Lăng vương Lưu Đản, gia phong Kiến uy tướng quân, Nam Tế Âm thái thú.
Tháng 12 năm Nguyên Gia thứ 26 (449), người Man ở bắc Miện Thủy tấn công Ung Châu. Thẩm Khánh Chi theo Lưu Đản đến Tương Dương, phụng mệnh soái Hậu quân trung binh tham quân Liễu Nguyên Cảnh, Tùy quận thái thú Tông Khác, Chấn uy tướng quân Lưu Ngung, Tư không tham quân Lỗ Thượng Kì, An bắc tham quân Cố Bân, Mã Văn Cung, Tả quân trung binh tham quân Tiêu Cảnh Tự, Tiền Thanh Châu biệt giá Thôi Mục Liên, An Man tham quân Lưu Ung Chi, Phấn uy tướng quân Vương Cảnh Thức… đưa 2 vạn người đi trước chinh thảo. Tông Khác từ Tân An đạo vào núi Thái Hồng, Liễu Nguyên Cảnh theo Quân Thủy đến Ngũ Thủy lĩnh, Mã Văn Cung ra Thái Dương Khẩu lấy Xích Hệ Ổ, Vương Cảnh Thức từ núi Duyên tiến xuống ngược về Xích Kì, 8 đường cùng tiến. Các lộ quân Tống tiến đến sát chân núi đóng trại, người Man dựa vào thế núi, từ trên cao ném đá bắn tên xuống, nhiều lần bẻ gãy các đợt tấn công quân triều đình. Thẩm Khánh Chi bèn hội chư tướng lại nói: "Bây giờ nếu men theo khắp núi mà tấn công, ắt sẽ tổn thất binh mã. Năm ngoái người Man được mùa, tích trữ rất nhiều lương thảo, chưa thể bị đói, nên bao vây cũng chẳng ích gì. Nay lệnh cho các lộ quân xuất kỳ bất ý lên núi đóng trại, khiến cho người Man khiếp sợ, càng sợ càng rối, tức là không đánh mà thắng vậy!" Vì vậy các cánh quân Tống chặt cây mở đường, 8 lộ cùng tiến, reo hò đánh trống lên núi. Người Man đầu đuôi không trông thấy nhau, vô cùng sợ hãi. Quân Tống thừa cơ chiếm lấy những nơi hiểm yếu, người Man tan rã chạy trốn. Thẩm Khánh Chi từ đông đến xuân, liên tiếp phá được người Man ở Ung Châu, lấy lương thực dự trữ của họ dùng cho quân đội, trước sau chém được 3000 thủ cấp, bắt được hơn 2,8 vạn dân Man, thu hàng hơn 2,5 vạn gia đình.
Tháng giêng Nguyên Gia thứ 27 (450), Thẩm Khánh Chi lại dưa quân đánh lên núi. Người Man đắp lũy nhiều lớp, dựng cửa cao, trữ đá lớn, phòng ngự rất kiên cố. Thẩm Khánh Chi mệnh cho các cánh quân đóng trại liên tiếp trên núi, các trại mở cửa thông với nhau, mỗi trại đều đào hào để lấy nước dùng. Không lâu sau, trời nổi gió lớn, người Man nhân đêm tối đến đốt trại, quân Tống lấy nước trong hào dập lửa, rồi đem tên nỏ ra bắn trả, quân Man tan chạy. Dân Man ở nơi núi cao đường hiểm, nhất thời không thể đánh bại, Thẩm Khánh Chi bèn đem quân đóng ở 6 nơi: Đông Cương, Thục Sơn, Nghi Dân, Tây Sài, Hoàng Kiếu, Thượng Lăng rồi trở về. Dân Man bị vây lâu ngày, hết lương, rối rít quy hàng, đều bị dời đến Kiến Khang làm Doanh hộ (Doanh hộ là đơn vị hành chính do quân đội quản hạt). Thẩm Khánh Chi sợ bị trúng gió, thường đội mũ da cáo, vì thế dân Man gọi ông là "Ngài đầu bạc". Mỗi khi thấy quân của Thẩm Khánh Chi, đều sợ hãi nói rằng: "Ngài đầu bạc lại đến rồi!"

#### Tham gia Chiến tranh Lưu Tống-Bắc Ngụy

##### Phản đối Bắc Phạt lần 1
Năm ấy, Thẩm Khánh Chi được thăng làm Thái tử bộ binh hiệu úy. Bấy giờ Bắc Ngụy không ngừng phái binh nam phạm, vì thế Văn Đế muốn tìm cơ hội bắc phạt. Khi Văn Đế được tin Ngụy giết chết mưu thần Thôi Hạo, lại thấy đường sông thông suốt, sứ giả Nhu Nhiên từ xa đến, thề nguyền giúp đỡ lẫn nhau, bèn nghĩ đến việc phạt Ngụy.
Tháng 6, các đại thần Đan Dương doãn Từ Trạm Chi, Lại bộ thượng thư Giang Trạm, Bành Thành thái thú Vương Huyền Mô ủng hộ Văn Đế xuất binh. Thẩm Khánh Chi cho rằng không thỏa đáng, dâng lời rằng: "Chúng ta dùng bộ binh, họ dùng kỵ binh, thế lực của ta không bằng họ. Xin bỏ qua chuyện xa, cứ lấy chuyện Đàn, Đáo mà nói. Đạo Tế 2 lần ra quân đều vô công, Ngạn Chi cũng thất lợi trở về. Nay liệu bọn Vương Huyền Mô có hơn được 2 tướng trước đây hay không, khí thế mạnh mẽ của 6 quân thì đã qua rồi. Chỉ sợ lại khiến quân ta chịu sỉ nhục."
Văn Đế không đồng ý, nói rằng: "Bọn giặc xâm phạm, Hà Nam mất đi, quân ta chịu khuất, tự có nguyên nhân; cũng do Đạo Tế nuôi giặc cướp trong quân tự làm hại mình, Ngạn Chi giữa đường trở bệnh. Quân giặc chỉ cậy vào kỵ binh, mà năm nay mùa hè trời mưa không dứt, đường sông thông suốt, chúng ta ngồi thuyền ra bắc, quân Ngụy ắt sẽ bỏ trốn. Hoạt Đài ít quân, có thể chiếm lấy dễ dàng, lấy được 2 tòa thành này rồi, thu lương cốc của họ dùng cho quân ta, phủ dụ trăm họ ở đó, Hổ Lao, Lạc Dương tự nhiên không thể giữ nổi. Đến đầu mùa đông, thế trận phòng ngự của chúng ta đã liên kết với nhau, kỵ binh giặc nếu có vượt Hoàng Hà, cũng bị chúng ta bắt được."
Thẩm Khánh Chi vẫn kiên trì ý kiến của mình, Văn Đế lại để bọn Từ Trạm Chi, Giang Trạm biện luận với ông. Thẩm Khánh Chi nói: "Trị nước cũng như trị nhà, việc cày cấy cần hỏi nông phu, việc may vá nên hỏi tì nữ. Bệ hạ muốn thảo phạt một quốc gia, lại đem ra bàn bạc với một bọn bạch diện thư sinh, làm sao thành công được?" Văn Đế nghe xong thì cười lớn, nhưng vẫn không làm theo lời ông.

##### Tham mưu sáng suốt
Tháng 7, Văn Đế sai đại quân phạt Bắc Ngụy; sai Ninh sóc tướng quân Vương Huyền Mô soái Thẩm Khánh Chi, Trấn quân tư nghị tham quân Thân Thản đưa thủy quân vào Hoàng Hà tây tiến, chịu sự chỉ huy của Thanh, Ký 2 châu thứ sử Tiêu Bân; Thái tử tả vệ soái Tang Chất, Kiêu kị tướng quân Vương Phương Hồi đâm thẳng vào Hứa Xương, Lạc Dương ; Từ, Duyện nhị châu thứ sử Vũ Lăng vương Lưu Tuấn, Dự châu thứ sử Nam Bình vương Lưu Thước đều đưa quân bản bộ, theo 2 cánh đông tây đồng thời bắc thượng; Lương, Nam Tần, Bắc Tần 3 châu thứ sử Lưu Tú Chi tấn công Hình, Lũng , Thái úy, Giang Hạ vương Lưu Nghĩa Cung ra ở Bành Thành , chỉ huy các cánh quân.
Khi Kiến vũ tư mã Thân Nguyên Cát dẫn binh đến Nghiêu Ngao , Tế châu thứ sử Vương Mãi Đức của Bắc Ngụy bỏ thành đào tẩu. Tiêu Bân sai tướng quân Thôi Mãnh dốc binh đánh Nhạc An , Thanh châu thứ sử Trương Hoài Chi của Bắc Ngụy cũng bỏ thành mà đi. Tiêu Bân cùng Thẩm Khánh Chi lưu thủ Nghiêu Ngao, Vương Huyền Mô đưa bộ quân tiến đến vây Hoạt Đài .
Bắc Ngụy Thái Vũ Đế Thác Bạt Đảo cho rằng lúc này ngựa thì chưa béo, trời thì nóng bức, vội ra đánh ắt vô công, đợi đến tháng 10 mới có thể tính chuyện phản kích. Tháng 9, Ngụy Thái Vũ Đế dẫn binh nam hạ cứu Hoạt Đài, đồng thời mệnh cho thái tử Thác Bạt Tuấn đóng quân ở Mạc Nam để phòng bị Nhu Nhiên, Ngô vương Thác Bạt Dư trấn thủ kinh đô Bình Thành .
Vương Huyền Mô đánh Hoạt Đài nhiều tháng không được. Tháng 10, Ngụy Thái Vũ Đế vượt Hoàng Hà, phao lên có trăm vạn binh. Vương Huyền Mô sợ hãi, triệt vây cho Hoạt Đài mà bỏ chạy, gặp phải quân Ngụy truy kích, chết hơn vạn người, bộ chúng tan rã mất sạch, vất bỏ quân tư khí giới vô số. Tiêu Bân phái Thẩm Khánh Chi cứu giúp Vương Huyền Mô, ông nói: "Binh sĩ của Huyền Mô mỏi mệt, quân giặc mới nhân đó mà tấn công, ông ta có cả vạn quân, vẫn chống đỡ được. Quân ta đã ít mà cứ đi đi lại lại, chỉ vô ích mà thôi." Thẩm Khánh Chi đi được nửa đường, đã gặp Vương Huyền Mô chạy về. Tiêu Bân muốn chém Vương Huyền Mô, ông kiên trì can ngăn: "Phật Li uy chấn thiên hạ, chỉ huy trăm vạn quân, sao Vương Huyền Mô có thể địch nổi? Vả lại giết chiến tướng tự làm yếu mình, không phải là kế hay!" Vương Huyền Mô nhờ vậy mà được tha tội chết. Về sau Văn Đế hỏi Thẩm Khánh Chi: "Sao lại cố ngăn Bân giết Huyền Mô?" Ông đáp: "Các tướng thua trận, ai không sợ tội, nếu về mà bị giết, thì đều bỏ trốn cả. Vả lại đại binh của giặc đã áp sát, không nên tự làm yếu mình, mà nên để họ lập công chuộc tội."
Tiêu Bân thấy tiền quân đã thua, muốn cố thủ Nghiêu Ngao, Thẩm Khánh Chi phản đối việc này, cho rằng: "Ai chẳng muốn vào sâu đất giặc, nhưng thua chạy như hiện nay, có thể chống đỡ được bao lâu? Nay Thanh, Ký yếu ớt, mà ngồi giữ tòa thành khốn cùng này, nếu quân giặc sang đông, phía đông Thanh Châu không còn thuộc về nước nhà nữa, Nghiêu Ngao sẽ bị cô lập, chẳng khác nào Hoạt Đài của Chu Tu Chi vậy!" Lúc này, chiếu thư của Văn Đế đến, hạ lệnh không cho rút lui, chư tướng cũng muốn ở lại, Tiêu Bân hỏi kế Thẩm Khánh Chi. Ông đáp: "Việc ngoài chiến trường, tướng quân có thể tự đưa ra quyết định, chiếu thư từ xa đến thì tình hình đã thay đổi mất rồi. Có mỗi một Phạm Tăng mà không biết dùng, bàn luận suông làm được gì?" Tiêu Bân và mọi người đều cười chế giễu rằng: "Thẩm công mà cũng có học vấn đấy!" Thẩm Khánh Chi nghiêm giọng nói: "Người ta tuy thấy cổ kim, không bằng hạ quan học bằng lỗ tai vậy!" Tiêu Bân bèn để Vương Huyền Mô giữ Nghiêu Ngao, tự mình soái quân lui về Lịch Thành . Sau này Văn Đế nói với Thẩm Khánh Chi: "Trời cao đã định sẵn chuyện này phải như vậy, chỉ hận không bỏ Nghiêu Ngao ngay đi. Khanh ở bên cạnh ta đã lâu, hiểu rõ ý ta, tuy khanh làm trái chiếu mệnh nhưng lại được việc, nên không cần phải lo lắng gì cả!"

##### Phản đối Bắc Phạt lần 2
Tháng 10 nhuận, quân Ngụy toàn diện phản công. Tháng 11, Thẩm Khánh Chi cưỡi dịch mã về triều, chưa về đến nơi, Văn Đế mệnh cho ông quay lại cứu Vương Huyền Mô. Lúc này quân Ngụy đã đến Bành Thành, ông không thể đi tiếp, Thái úy Giang Hạ vương Lưu Nghĩa Cung bèn giữ Thẩm Khánh Chi ở lại làm Phủ trung binh tham quân. Khi Ngụy Đế đến Mão Sơn, Lưu Nghĩa Cung muốn Thẩm Khánh Chi đưa 3000 quân đi chống lại, ông cho rằng quân Ngụy cường thịnh, đi ắt thua, nên không chịu đi. Khi quân Ngụy ở Tiêu Thành, cách Bành Thành hơn 10 dặm, Bành Thành tuy binh nhiều mà lương thực lại ít, Lưu Nghĩa Cung muốn bỏ thành chạy về miền nam, Thẩm Khánh Chi cho rằng: "Lịch Thành binh ít mà lương thực lại nhiều, nên để 2 vương cùng vợ con ở trong xe thùng, lấy tinh binh giữ ở vòng ngoài, đưa đến Lịch Thành; rồi chia quân phối hợp với Hộ quân Tiêu Tư Thoại, để giữ Bành Thành." Sau đó Lưu Nghĩa Cung được mọi người can ngăn, không chạy về nam nữa.
Năm Nguyên Gia thứ 28 (451), Văn Đế phái Thẩm Khánh Chi dời hơn ngàn gia đình lưu dân ở Bình Thành đến Qua Bộ .
Tháng 2 năm Nguyên Gia thứ 29 (452), Ngụy Thái Vũ Đế bị Trung thường thị Tông Ái giết chết. Tháng 3, Văn Đế cho rằng thời cơ đã đến, lại muốn bắc phạt. Tháng 5, Thẩm Khánh Chi cố can ngăn, Văn Đế không nghe, bèn không cho ông tham gia bắc phạt lần này. Tháng 8, quân Tống quả nhiên thất bại.

#### Thảo phạt Nguyên Hung
Tháng 10, dân Man ở Ngũ Thủy của Tây Dương (tức là Ba Thủy, Kì Thủy, Hi Thủy, Xích Đình Thủy, Tây Quy Thủy) dựa vào núi non hiểm trở, tụ họp khởi sự, chống lại triều đình, hoạt động ở Hoài Thủy, Nhữ Thủy đến tận 1 dải Trường Giang, Miện Thủy. Văn Đế mệnh cho Thẩm Khánh Chi chỉ huy binh sĩ 4 châu Giang, Dự, Kinh, Ung tiến hành chinh thảo.
Tháng giêng năm Nguyên Gia thứ 30 (453), Văn Đế vì muốn lập thái tử khác, bị thái tử Lưu Thiệu soái quân Đông Quan giết chết, các đại thần Giang Trạm, Từ Trạm Chi, Vương Tăng Xước đồng thời bị hại. Lưu Thiệu tự lập làm đế, lấy Tiêu Bân làm Thượng thư bộc xạ, Lĩnh quân tướng quân, lấy Hà Thượng Chi làm Tư không, Tiền hữu vệ soái Đàn Hòa Chi giữ thành Thạch Đầu, Chinh lỗ tướng quân Doanh Đạo hầu Lưu Nghĩa Kì giữ Kinh Khẩu. Bấy giờ Lưu Tuấn (刘骏) đang cầm quân chinh thảo người Man ở Tây Dương, đóng quân ở Ngũ Châu. Thẩm Khánh Chi từ Ba Thủy đến Ngũ Châu thương nghị quân tình.
Tháng 3, Điển thiêm Đổng Nguyên Tự của Lưu Tuấn từ kinh thành trở về, Lưu Tuấn mới biết tin Văn Đế bị hại, bèn cùng Thẩm Khánh Chi khởi binh chinh thảo. Thẩm Khánh Chi nói với tâm phúc rằng: "Phụ tá của Tiêu Bân không đủ, còn các tướng soái, ta đều biết rõ, rất dễ đối phó; đồng bọn của Đông cung (chỉ Lưu Thiệu) không quá 30 người, còn lại đều là bị ép buộc, ắt sẽ không hết lòng. Nay việc đánh dẹp nghịch tặc có nhiều thuận lợi, chẳng lo không thành công."
Bấy giờ Lưu Thiệu bí mật gởi cho Thẩm Khánh Chi 1 phong thư, muốn ông giết Lưu Tuấn. Thẩm Khánh Chi xin gặp Lưu Tuấn, ông ta xưng bệnh không dám tiếp. Thẩm Khánh Chi đành phải xông đến trước mặt Lưu Tuấn, cho ông ta xem lá thư của Lưu Thiệu. Lưu Tuấn nước mắt đầy mặt, sợ hãi cầu xin Thẩm Khánh Chi cho ông ta vào nhà trong từ biệt mẫu thân. Thẩm Khánh Chi nói: "Hạ quan chịu ơn dày của tiên đế, thường nguyện báo đáp, việc ngày hôm nay, phải tận lực mà làm, điện hạ sao lại nghi ngờ tấm lòng của hạ quan?" Lưu Tuấn mới đứng dậy vái ông, nói: "An nguy của nước nhà, đều dựa vào tướng quân." Như thế Thẩm Khánh Chi mới bắt tay vào sắp đặt việc thảo phạt.
Chủ bộ Nhan Thuyên nghe nói Thẩm Khánh Chi đến, vội vàng đến gặp Lưu Tuấn, nói với ông ta: "Nay 4 phương đều chưa muốn khởi nghĩa, mà Lưu Thiệu đang nắm giữ Thiên phủ , đầu đuôi không cùng ứng phó, thật là nguy hiểm. Hãy đợi các trấn nổi dậy, rồi mới khởi sự." Thẩm Khánh Chi nghiêm giọng nói: "Bây giờ là lúc làm việc lớn, mà để bọn trẻ con tiểu nhân dự vào, thì họa đến nơi rồi, phải chém để làm gương." Lưu Tuấn vội vàng nói: "Thuyên sao không xin lỗi đi!?" Thuyên vội đứng dậy vái lạy, Thẩm Khánh Chi nói: "Ngươi chỉ cần biết đến việc văn thư là đủ!" rồi tiếp tục sắp đặt, 10 ngày sau mọi việc đều xong xuôi. Nghĩa quân của Lưu Tuấn – Thẩm Khánh Chi khởi sự đầu tiên, người thời ấy đều gọi là thần binh.
Tháng ấy, Lưu Tuấn từ Tây Dương xuất phát, tạm để Thẩm Khánh Chi làm Chinh lỗ tướng quân, Vũ Xương nội sử, lĩnh chức Phủ tư mã. Khắp nơi cất binh hưởng ứng.
Lưu Thiệu nghe tin 4 phương cất binh, có ý sợ hãi, vội vàng triệu hết túc vệ, thực hiện giới nghiêm; đem hết dân chúng ở bờ nam sông Tần Hoài dời sang bờ bắc; bắt hết vương công đại thần vào trong đài thành nhằm đề phòng họ bỏ trốn.
Tháng 4, Lưu Tuấn soái quân từ Tầm Dương đông hạ, Thẩm Khánh Chi tổng lĩnh trung quân, Liễu Nguyên Cảnh thống soái 12 cánh quân của bọn Ninh sóc tướng quân Tiết An Đô từ Bồn Khẩu  xuất phát, Tư không trung binh tham quân Từ Di Bảo soái quân Kinh Châu . Không lâu sau, Lưu Tuấn đến Thạch Đầu, truyền hịch đến Tuyên Thành thái thú Vương Tăng Đạt. Thẩm Khánh Chi nói với mọi người: "Vương Tăng Đạt ắt sẽ đến với nghĩa quân." Mọi người hỏi tại sao, ông đáp: "Ta từng thấy ông ta nghị luận sôi nổi với tiên đế, ý kiến rõ ràng xác đáng. Từ đấy mà xét, ông ta ắt sẽ đến." Chẳng bao lâu, Vương Tăng Đạt quả nhiên đến với nghĩa quân.
Liễu Nguyên Cảnh lên bờ ở Giang Ninh , tiến đến Tân Đình, dựa núi đắp lũy. Lưu Thiệu đưa đại quân đến tấn công, bị Liễu Nguyên Cảnh đánh bại, một mình trốn về đài thành. Ngày 25, Lưu Tuấn lên ngôi ở Tân Đình, chính là Lưu Tống Hiếu Vũ Đế, lấy Thẩm Khánh Chi làm Lĩnh quân tướng quân, thêm chức tán kị thường thị, không lâu lại phong làm Sứ trì tiết, đốc Nam Duyện, Dự, Từ, Duyện 4 châu chư quân sự, Trấn quân tướng quân.
Tháng 5, quân Lưu Thiệu liên tiếp thất bại, sau khi Phụ quốc tướng quân Chu Tu Chi chiếm Đông phủ , nghĩa quân hạ được đài thành. Lưu Thiệu bị bắt, bị chém ở cầu Đại Hàng , thụy là Nguyên Hung.
Tháng 6 nhuận, Thẩm Khánh Chi được phong làm Nam Duyện Châu thứ sử, thường thị như cũ, trấn thủ Hu Dị. Không lâu sau, Hiếu Vũ Đế hạ chiếu phong thưởng công thần, lấy Thẩm Khánh Chi và Liễu Nguyên Cảnh đứng đầu. Thẩm Khánh Chi được phong làm Nam Xương huyện công, thực ấp 3000 hộ, rời Hu Dị về trấn thủ Quảng Lăng.

### Thời Hiếu Vũ Đế

#### Thảo phạt Lưu Nghĩa Tuyên – Tang Chất
Tháng giêng năm Hiếu Kiến đầu tiên (454), Hiếu Vũ Đế muốn đổi Kinh Châu thứ sử Nam Quận vương Lưu Nghĩa Tuyên sang làm Dương Châu thứ sử. Lưu Nghĩa Tuyên liên kết với Giang Châu thứ sử Tang Chất, Dự Châu thứ sử Lỗ Sảng và Duyện Châu thứ sử Từ Di Bảo khởi binh tạo phản. Triều đình lấy Liễu Nguyên Cảnh làm Phủ quân tướng quân thống soái chư tướng, đón đánh phản quân.
Tháng 4, Tả quân tướng quân Tiết An Đô, Long tương tướng quân Tông Việt chém chết tiên phong Dương Hồ Hưng của Lỗ Sảng ở Lịch Dương. Lỗ Sảng dừng quân ở thành Đại Hiện , mệnh cho em trai Lỗ Du đóng quân ở Tiểu Hiện, phía tây Đại Hiện. Hiếu Vũ Đế sai Thẩm Khánh Chi vượt sông đốc chiến, Lỗ Sảng hết lương, dẫn quân lui chạy, tự mình đoạn hậu. Thẩm Khánh Chi phái Tiết An Đô đưa khinh kỵ đuổi theo, chém chết Lỗ Sảng, Lỗ Du cũng bị bộ hạ giết chết. Ông gửi đầu Lỗ Sảng cho Lưu Nghĩa Tuyên, khiến cho Nghĩa Tuyên – Tang Chất kinh hãi không thôi. Tháng 6, Tang Chất và Lưu Nghĩa Tuyên lần lượt bị giết chết.
Thẩm Khánh Chi nhờ công được tiến hiệu làm Trấn bắc đại tướng quân, đốc Thanh, Ký, U 3 châu, ban cho 1 bộ nhạc Cổ xuy. Không lâu sau lại được phong Khai phủ Nghi đồng tam tư cùng với Liễu Nguyên Cảnh nhưng ông từ chối, được đổi làm Thủy Hưng quận công, thực ấp như cũ.

#### Từ quan lần 1
Tháng giêng năm Hiếu Kiến thứ 2 (455), Thẩm Khánh Chi từ chức. Tháng 2, Hiếu Vũ Đế lấy ông làm Thị trung, Tả quang lộc đại phu, Khai phủ Nghi đồng tam tư, Thẩm Khánh Chi cố từ chối, Hiếu Vũ Đế không cho, vì thế ông nhiều lần dâng thư khước từ. Khi gặp Hiếu Vũ Đế, ông nói: "Trương Lương là bậc danh hiền, mà Hán Cao Tổ còn cho lui về; thần có tài đức gì, mà thánh triều cần đến!?" Hiếu Vũ Đế hết cách, đành cho ông về nghỉ, mỗi ngày cấp cho 10 vạn tiền, trăm hộc gạo, 50 người làm Vệ sử. Không lâu sau, Hiếu Vũ Đế muốn Thẩm Khánh Chi trở lại, bèn phái Hà Thượng Chi đến mời; Hà Thượng Chi trình bày mong muốn của nhà vua, ông cười mà nói rằng: "Thẩm công không học theo Hà công, đi rồi lại về." Hà Thượng Chi đành thôi.
Tháng 2 năm Đại Minh đầu tiên (457), bọn Thân Thản xin thảo phạt bọn cường đạo ẩn nấp ở những nơi hiểm trở (chữ Hán: 荆榛, kinh trăn) ở Nhâm Thành, gọi là "Nhâm trăn". Nhưng bọn cướp nghe tin, tan rã trốn đi, lại gặp lúc hạn hán, người ngựa đói khát nên họ vô công trở về. Hiếu Vũ Đế chấp pháp khắc nghiệt, cho Tiết An Đô, Thẩm Pháp Hệ (em họ Thẩm Khánh Chi) được "bạch y lĩnh chức", Thân Thản bị xử chém, ai can cũng không được. Thẩm Khánh Chi biết được, bèn ôm lấy Thân Thản ở chợ mà khóc rằng: "Ông vô tội mà chết. Ta khóc ông ở đây, cũng sắp đi theo ông rồi!" Hiếu Vũ Đế nghe vậy, bèn tha cho Thân Thản.

#### Thảo phạt Lưu Đản
Năm Đại Minh thứ 3 (459), Hiếu Vũ Đế dựa vào lời đồn trong dân gian rằng Cánh Lăng vương Lưu Đản làm phản, lệnh cho các đại thần nắm quyền tư pháp tấu lên tội trạng của ông ta, rồi mệnh cho Duyện Châu thứ sử Viên Lãng đưa quân phối hợp với Vũ Lâm cấm binh đi thảo phạt. Nhưng Viên Lãng thất bại, Hiếu Vũ Đế lập tức giới nghiêm trong ngoại, lấy Thẩm Khánh Chi làm Xa kị đại tướng quân, Khai phủ Nghi đồng tam tư, Nam Duyện Châu thứ sử, soái binh thảo phạt Lưu Đản, ông đành phải nhận lời.
Khi Thẩm Khánh Chi đến Âu Dương, Lưu Đản phái môn khách Thẩm Đạo Mẫn, vốn là họ hàng của ông, đem theo một cây ngọc hoàn đao, đến gặp ông làm thuyết khách. Thẩm Khánh Chi liệt kê tội trạng của Lưu Đản rồi cho Thẩm Đạo Mẫn trở về. Lưu Đản đốt hết nhà cửa, đuổi dân chúng vào trong thành Quảng Lăng, đóng cửa cố thủ. Thẩm Khánh Chi đến dưới thành, Lưu Đản lên thành nói với ông: "Thẩm quân đầu đã bạc, sao lại đến đây?" Thẩm Khánh Chi nói: "Triều đình thấy ngươi rồ dại ngu dốt, không cần đến trai trẻ khỏe mạnh, nên mới sai ta đến."
Thẩm Khánh Chi đề phòng Lưu Đản trốn sang Bắc Ngụy, dời doanh đến Bạch Thổ cách Quảng Lăng 18 dặm, cắt đứt đường thoát thân của Lưu Đản. Dự Châu thứ sử Tông Khác, Từ Châu thứ sử Lưu Đạo Long, Duyện Châu thứ sử Thẩm Tăng Minh đưa quân đến giúp, sau đó là Hữu vệ tương quân Viên Hộ Chi, Hổ bôn trung lang tương Ân Hiếu Tổ đưa quân đánh Ngụy trở về, cũng đến để chịu sự tiết chế của Thẩm Khánh Chi. Lưu Đản tặng lương cho quân Tống, Thẩm Khánh Chi đem đốt sạch. Lưu Đản lại nhờ ông gởi cho Hiếu Vũ Đế một phong thư, Thẩm Khánh Chi nói: "Ta phụng chiếu đánh giặc, không thể đưa thư cho ngươi. Ngươi muốn quay về với triều đình, thì tự mở cửa sai sử giả đi, ta sẽ vì ngươi mà bảo vệ người đưa thư." Mỗi lần đánh thành, Thẩm Khánh Chi đều đi trước sĩ tốt, Hiếu Vũ Đế nhắc nhở ông: "Khanh làm nhiệm vụ chỉ huy, chỉ cần cắt đặt cho tốt, sao phải đội thuẫn đứng dưới thành, trúng phải tên đạn thì sao!? Chẳng may ông bị thương, sẽ khiến quân ta chịu tổn thất không ít!"
Tháng 6, Hiếu Vũ Đế nóng lòng đánh hạ Quảng Lăng, hàng ngày đưa tỉ thư đến đốc thúc, mệnh cho Thẩm Khánh Chi làm 3 đài Phong hỏa trong ruộng dâu ở tây nam ngoài thành Quảng Lăng; nếu chiếm được thành ngoài, đốt lửa 1 đài làm hiệu; chiếm được thành trong, thì đốt 2; bắt được Lưu Đản, thì cả 3. Thẩm Khánh Chi soái bộ hạ đốt rụi cửa đông thành Quảng Lăng, đưa lâu xa đến đánh thành; mệnh cho tướng sĩ lấp bằng hào rãnh, sửa sang đường sá, dựng hành lâu, núi đất rồi đến các công cụ khác. Gặp phải trời mưa lớn không ngừng, không thể đánh thành. Từ tháng 4 đến tháng 7, Hiếu Vũ Đế thấy việc đánh thành không có tiến triển, vô cùng giận dữ, mệnh cho Ngự sử trung thừa Dữu Huy Chi tâu lên xin miễn chức vụ của Thẩm Khánh Chi, rồi lại hạ chiếu không cho truy cứu, nhằm khích lệ ông. Thẩm Khánh Chi đưa quân đánh thành, đi trước sĩ tốt, xông pha tên đạn, chiếm được thành ngoài; rồi thừa thắng chiếm được thành trong; Lưu Đản chạy không thoát, bị giết.
Sau cuộc chiến, Hiếu Vũ Đế muốn giết sạch thành Quảng Lăng, Thẩm Khánh Chi xin tha cho những người thấp hơn 5 thước, còn lại con trai đều bị giết, con gái thưởng cho quân đội, như thế cũng giết hơn 3000 người. Không lâu sau, Thẩm Khánh Chi được phong làm Tư không.

#### Từ quan lần 2
Tháng 10 năm Đại Minh thứ 4 (460), Thẩm Khánh Chi phụng chiếu thảo phạt người Man ở Duyên Giang.
Tháng 9 năm Đại Minh thứ 5 (461), Thẩm Khánh Chi xin từ chức Tư không, Hiếu Vũ Đế đồng ý, nhưng vẫn mệnh cho ông tham gia các buổi hội triều ở vị trí Tư không, nhận bổng lộc như tam tư.
Thẩm Khánh Chi ở ngoài cửa Thanh Minh có 4 tòa viện trạch, phòng ốc đều cực kỳ hoa lệ. Ở Lâu Hồ ông còn có 1 khu vườn, trong một ngày đêm, ông đem theo con cháu đến Lâu Hồ để sống, lại dời thân thuộc dời đến ở đây, khai khẩn ruộng vườn để làm ăn. Ông thường chỉ xuống đất mà nói với mọi người: "Tiền ở chỗ này cả đấy!" Thẩm Khánh Chi là đại thần, nhà vốn giàu có, sản nghiệp có đến vạn lạng vàng, hạ nhân tính cả ngàn. Ông còn được tặng 1000 vạn tiền, vạn hộc ngũ cốc; vài mươi kỹ thiếp, đều công dung gồm đủ. Thẩm Khánh Chi nhàn nhã vô sự, vui chơi hết mình, nếu không gặp buổi triều hội thì không ra khỏi cửa. Mỗi khi ra ngoài đi dạo hoặc săn bắn, ông ngồi yên ngựa vô cùng mạnh mẽ, chẳng khác gì thời trai trẻ.
Một lần, thái tử phi tặng cho Hiếu Vũ Đế một cái Chủy trứ  và một cái Vu tiêu  chạm vàng, Hiếu Vũ Đế bèn thưởng cho Thẩm Khánh Chi, nói với ông: "Khanh siêng năng vất vả cả đời, vậy ban thưởng đồ uống rượu, nên nhường cho bậc đại phu trước."
Thẩm Khánh Chi không biết chữ, trong tiệc Hiếu Vũ Đế lệnh cho quần thần làm thơ, ông không từ chối được, bèn nói: "Thần không biết chữ, xin đọc ra cho Sư Bá chép." Hiếu Vũ Đế để Nhan Sư Bá chấp bút, ông liền đọc: "Vi mệnh trị đa hạnh, đắc phùng thì vận xương. Hủ lão cân lực tẫn, đồ bộ hoàn nam cương. Từ vinh thử thánh thế, hà quý Trương Tử Phòng." (tạm dịch: Số mạng gặp may mắn, thời vận nên tốt đẹp. Thân thể đã già yếu, lên đường về nam cương. Vinh hoa xin trả lại, kẻo thẹn với Tử Phòng). Hiếu Vũ Đế rất hài lòng, mọi người trong tiệc đều khen ngợi ý tứ đẹp đẽ của bài thơ.
Tháng 5 nhuận năm Đại Minh thứ 8 (464), Hiếu Vũ Đế qua đời, di chiếu cho Thẩm Khánh Chi là một trong 5 cố mệnh đại thần , nếu có việc phải dùng đến đại quân, thì giao cho ông. Thái tử Lưu Tử Nghiệp lên ngôi, chính là Tiền Phế Đế, ban cho ông một cây kỷ trượng, một cỗ xe tam vọng. Mỗi khi vào triều, Thẩm Khánh Chi thường ngồi không che màn, tả hữu chỉ có 3, 5 người. Khi cưỡi ngựa trong ruộng vườn, chỉ có một người 1 ngựa. Mỗi lúc gặp mùa cày cấy bận rộn, có lúc không mang theo người nào cả, mọi người không nhận ra ông là vị tam công. Được ban cho cỗ xe tam vọng, ông thường nói với mọi người: "Ta mỗi khi đi chơi trong vườn, cả người và ngựa là 3. Không người mà có ngựa là 2. Bây giờ ngồi xe này, ta biết tính vào đâu!?"
Liễu Nguyên Cảnh và Nhan Sư Bá đến thăm Thẩm Khánh Chi, gặp ông đang làm việc dưới ruộng. Người của Liễu, Nhan đứng đầy cả đường, trong khi ông chỉ có 1 tùy tùng đi theo. Thẩm Khánh Chi trông thấy thì thay đổi sắc mặt, nói: "Người ta không thể cứ nghèo khó mãi, cũng khó được giàu sang mãi. Ta và các ông đều xuất thân nghèo khó, nhờ gặp thời mới vinh quý như thế này, chỉ nên cùng nhau nghĩ cách bớt bớt đi. Lão tử đã 80 tuổi, mắt thấy thành bại cũng nhiều, các ông khoe khoang xe ngựa áo quần, muốn làm gì vậy?" Rồi cúi đầu xuống tiếp tục làm cỏ, không nhìn lên nữa. 2 người Liễu – Nhan nghe xong rất xấu hổ, vội vàng để tùy tùng trở về, cởi bỏ các thứ áo quần đẹp đẽ mà làm việc với Thẩm Khánh Chi. Khi đó ông mới vui vẻ trở lại.
Thẩm Khánh Chi trước đây không được người trong làng coi trọng, sau khi giàu sang phát đạt thì có nhiều người đến nịnh nọt nhờ vả. Ông cảm khái nói rằng: "Vẫn là Thẩm công ngày xưa đây mà!" Bấy giờ có mấy chục tên cường đạo cướp bóc để kiếm sống, người trong vùng rất lo lắng. Thẩm Khánh Chi bèn giả cách đặt rượu bày tiệc, mời bọn chúng đến, rồi giết cả đi; nhờ vậy mà lòng dân an định, khắp nơi vui mừng.

### Thời Tiền Phế Đế

#### Cáo giác Lưu Nghĩa Cung, Liễu Nguyên Cảnh và Nhan Sư Bá
Tháng 7 năm Thái Thủy đầu tiên (465), Tiền Phế Đế giết Đới Pháp Hưng, dần lộ ra hung tướng. Liễu Nguyên Cảnh và Nhan Sư Bá mật mưu phế đế, lập Lưu Nghĩa Cung. Bọn họ ngày đem bàn bạc, nhưng do dự không quyết. Liễu Nguyên Cảnh bèn mang việc này ra nói với Thẩm Khánh Chi; nhưng ông và Lưu Nghĩa Cung không có quan hệ, lại rất bất mãn với Nhan Sư Bá trong việc triều chính. Vì thế Thẩm Khánh Chi cáo giác việc này với Tiền Phế Đế. Hậu quả là cả nhà của 3 người Nghĩa Cung – Liễu – Nhan bị hại, Tiền Phế Đế đổi niên hiệu là Cảnh Hòa, ông được phong làm thị trung, thái úy nhưng cố từ không nhận. Tiền Phế Đế phong cho con thứ Văn Quý của ông làm Kiến An huyện hầu, thực ấp 1000 hộ; con út Văn Diệu mới hơn 10 tuổi, giỏi cưỡi ngựa bắn cung, Tiền Phế Đế rất thích cậu ta, phong làm Vĩnh Dương huyện hầu, thực ấp 1000 hộ.
Tháng 9, Tiền Phế Đế tìm cách vu khống Từ Châu thứ sử Nghĩa Dương vương Lưu Sưởng mưu phản, mệnh cho Thẩm Khánh Chi chỉ huy quân đội tiến hành thảo phạt. Lưu Sưởng muốn dấy binh chống lại, nhưng các quận dưới quyền đều không theo, ông ta đành phải đưa vài chục kỵ binh trốn sang Bắc Ngụy.

#### Can thẳng bị giết
Sau khi cáo giác âm mưu của Liễu – Nhan, quan hệ của Tiền Phế Đế và Thẩm Khánh Chi rất tốt, nhưng về sau vì ông nhiều lần can gián, Tiền Phế Đế vô cùng không vui. Thẩm Khánh Chi sợ tai vạ, đóng cửa không tiếp khách. Trước sau Lại bộ thượng thư Thái Hưng Tông và cháu ông là Thanh Châu thứ sử Thẩm Văn Tú hết lời khuyên ông trừ bỏ Tiền Phế Đế, nhưng rốt cuộc ông đều không theo.
Ngày Nhâm Thìn tháng 11 (ngày 06/12/465), Tiền Phế Đế giết hại Hà Mại, biết Thẩm Khánh Chi nhất định sẽ can ngăn, vì thế hạ lệnh cho đóng chặt những cây cầu ở Thanh Khê không để ông đi qua. Thẩm Khánh Chi biết chuyện, lập tức chạy đến, nhưng không có cách nào đi qua, đành phải trở về. Ngày hôm ấy, Tiền Phế Đế phái cháu trai của ông là Thẩm Du Chi đưa thuốc đến ban chết cho Thẩm Khánh Chi. Thẩm Khánh Chi không chịu uống, Du Chi lấy áo trùm lên làm ông chết ngạt, hưởng thọ 80 tuổi.
Từ đầu năm, Thẩm Khánh Chi từng có một giấc mơ, trong mơ có người giao cho ông 2 xúc lụa, nói với ông: "Chỗ lụa này là vừa đủ." Ông tỉnh dậy nói với mọi người: "Lão tử không qua khỏi năm nay. 2 xúc là 80 thước , vừa đủ là không có thêm nữa". Tiền Phế Đế phao tin rằng ông bị bệnh mất, phong thưởng rất hậu, truy tặng thị trung, thái úy như cũ, ban cho xe Loan lộ  Ôn lương , trước sau có 2 bộ nhạc Vũ bảo, Cổ xuy, thụy là Trung Vũ công. Thẩm Khánh Chi chưa được chôn xuống đất thì Tiền Phế Đế đã bị phế, Tương Đông vương Lưu Úc lên ngôi hoàng đế, truy tặng ông làm thị trung, tư không, thụy là Tương công. Năm Thái Thủy thứ 7 (471) lại đổi làm Thương Ngô quận công. Thân nhân của Thẩm Khánh Chi ở trong triều nhờ ông mà được quyền cao chức trọng có đến mấy mươi người.

## Đánh giá
Thẩm Khánh Chi là người vũ dũng, cương nghị, lại siêng năng, trung thành. Ông nhiều năm ở trong quân ngũ, không ngừng thăng tiến, rất được tin cậy, càng về cuối đời thì càng công danh hiển hách, phú quý đầy tràn; đâu ngờ lại chết một cách chẳng lành. Đúng là thời thế đảo điên, phúc họa khó lường.

## Thành ngữ
- Bạch diện thư sinh